# TT161
TT161 (Theban Tomb 161) è la sigla che identifica una delle Tombe dei Nobili ubicate nell’area della cosiddetta Necropoli Tebana, sulla sponda occidentale del Nilo dinanzi alla città di Luxor, in Egitto. Destinata a sepolture di nobili e funzionari connessi alle case regnanti, specie del Nuovo Regno, l'area venne sfruttata, come necropoli, fin dall'Antico Regno e, successivamente, sino al periodo Saitico (con la XXVI dinastia) e Tolemaico.

## Titolare
TT161 era la tomba di:
| Titolare | Titolo                                   | Necropoli       | Dinastia/Periodo                 | Note                                                   |
| -------- | ---------------------------------------- | --------------- | -------------------------------- | ------------------------------------------------------ |
| Nakht    | Portatore delle offerte floreali di Amon | Dra Abu el-Naga | XVIII dinastia (Amenhotep III ?) | proprio sopra la casa bianca di Abdullah Ahmed Soliman |

## Biografia
Padre di Nakht fu Guraru, Giardiniere delle divine offerte di Amon; sua madre fu Kay e sua moglie Tahemt. Huynefer fu uno dei figli, a sua volta Giardiniere delle offerte floreali di Amon.

## La tomba
Planimetricamente la tomba si presenta difforme dalla "T" rovesciata tipica delle sepolture del periodo: è infatti costituita da una sala oblunga al termine della quale si apre una camera più interna. 
Un corridoio dà accesso alla prima sala; sulle pareti (1 e 2 in planimetria) il defunto offre incenso su un braciere in presenza di preti officianti, mentre la moglie accompagna un figlio, seguita da altri quattro figli (non sono riportati i nomi) con mazzi di fiori, e quattro figlie (anche in questo caso non sono riportati nomi) con offerte. Poco oltre, il figlio Huynefer, Giardiniere delle divine offerte, seguito da fratelli e sorelle, offe mazzi di fiori di Amon ai genitori, una figlia in offertorio ai genitori con un concerto di musici: arpisti e liutisti, fanciulle con arpe da spalla, lire, liuti, doppi flauti e tamburelli; il defunto ispeziona l'irrigazione dei giardini in presenza di alcuni ospiti. Sulla opposta parete (4) il defunto e la moglie rientrano nella tomba dopo aver partecipato alla festa per il nuovo anno e (5), su cinque registri, scene della processione funeraria con riti dinanzi alla mummia e il defunto e la moglie che adorano Osiride; scene del pellegrinaggio ad Abido e portatori di suppellettili funerarie in presenza di Anubi seduto. Poco oltre (6), su due registri, il defunto e la moglie offrono mazzi di fiori di loto e di papiro a Osiride, Amenhotep I e alla regina Ahmose Nefertari; il figlio Huy, in qualità di prete, reca una lista di offerte e officia cerimonie sulla mummia.
Un corridoio, sulle cui pareti (7) sono rappresentati il defunto e la moglie in adorazione di Osiride e di Anubi e il defunto che offre mazzi di fiori a Thutmosi III, ad Amenhotep I e al principe Ahmosi Sipaar, immette in una piccola camera rettangolare.

### Annotazioni
1. ↑  La numerazione dei locali e delle pareti segue quella di Porter e Moss 1927, p. 272.
2. ↑  La prima numerazione delle tombe, dalla numero 1 alla 253, risale al 1913 con l’edizione del "Topographical Catalogue of the Private Tombs of Thebes" di Alan Gardiner e Arthur Weigall. Le tombe erano numerate in ordine di scoperta e non geografico; ugualmente in ordine cronologico di scoperta sono le tombe dalla 253 in poi.
3. ↑  I campi della Duat, ovvero l'aldilà egizio, si trovavano, secondo le credenze, proprio sulla riva occidentale del grande fiume.
4. ↑  Nella sua epoca di utilizzo, l'area era nota come "Quella di fronte al suo Signore" (con riferimento alla riva orientale, dove si trovavano le strutture dei Palazzi di residenza dei re e i templi dei principali dei) o, più semplicemente, "Occidente di Tebe".
5. ↑  le Tombe dei Nobili, benché raggruppate in un'unica area, sono di fatto distribuite su più necropoli distinte.
6. ↑  Le note, sovente di inquadramento topografico della tomba, sono tratte dal "Topographical Catalogue" di Gardiner e Weigall, ed. 1913 e fanno perciò riferimento alla situazione dell'epoca.
7. ↑  Non è dato di sapere se si tratta di un altro figlio o se, data la medesima radice del nome (Huy), si tratti di un diminutivo del figlio Huynefer già in altre scene menzionato.

### Fonti
1. ↑  Gardiner e Weigall 1913.
2. ↑  Donadoni 1999,  p. 115.
3. 1 2  Porter e Moss 1927,  p. 274.
4. ↑  Gardiner e Weigall 1913, pp. 30-31.
5. ↑  Gardiner e Weigall 1913, p. 31.
6. ↑  Porter e Moss 1927,  pp. 274-275.